# Communauté de communes Loire et Semène
La communauté de communes Loire Semène est une communauté de communes française, située dans le département de la Haute-Loire en région Auvergne-Rhône-Alpes.

## Histoire
Elle est créée le 28 décembre 2000.

## Territoire communautaire

### Géographie
Située au nord-est de la Haute-Loire, elle reprend le nom des deux cours d'eau qui la traversent, la Loire et la Semène.

### Composition
La communauté de communes est composée des 7 communes suivantes :

| Nom                          | Code Insee | Gentilé            | Superficie (km2) | Population (dernière pop. légale) | Densité (hab./km2) |
| ---------------------------- | ---------- | ------------------ | ---------------- | --------------------------------- | ------------------ |
| La Séauve-sur-Semène (siège) | 43236      | Séauvois           | 7,86             | 1 471 (2022)                      | 187                |
| Aurec-sur-Loire              | 43012      | Aurecois           | 22,44            | 6 133 (2022)                      | 273                |
| Pont-Salomon                 | 43153      | Pontois            | 8,43             | 1 861 (2022)                      | 221                |
| Saint-Didier-en-Velay        | 43177      | Désidériens        | 25,56            | 3 502 (2022)                      | 137                |
| Saint-Ferréol-d'Auroure      | 43184      | San-Ferrois        | 10,85            | 2 457 (2022)                      | 226                |
| Saint-Just-Malmont           | 43205      | Saint-Justaires    | 23,28            | 4 220 (2022)                      | 181                |
| Saint-Victor-Malescours      | 43227      | Saint-Vitournaires | 14,47            | 804 (2022)                        | 56                 |

### Démographie
| 1968   | 1975   | 1982   | 1990   | 1999   | 2010   | 2015   | 2021   |
| ------ | ------ | ------ | ------ | ------ | ------ | ------ | ------ |
| 12 301 | 12 470 | 13 687 | 15 863 | 17 221 | 19 571 | 20 493 | 20 497 |

## Administration

### Siège
Le siège de la communauté de communes est situé place de l'Abbaye à La Séauve-sur-Semène.

### Les élus
Le conseil communautaire de la communauté de communes Loire et Semène se compose de 31 conseillers, représentant chacune des communes membres et élus pour une durée de six ans.
Ils sont répartis comme suit :
| Nombre de conseillers | Communes                                      |
| --------------------- | --------------------------------------------- |
| 8                     | Aurec-sur-Loire                               |
| 7                     | Saint-Just-Malmont                            |
| 5                     | Saint-Didier-en-Velay                         |
| 4                     | Saint-Ferréol-d'Auroure                       |
| 3                     | Pont-Salomon                                  |
| 2                     | Saint-Victor-Malescours, La Séauve-sur-Semène |

### Présidence
Le président actuel de la communauté de communes est Frédéric Girodet, maire de Saint-Just-Malmont, réélu le 4 juin 2020.
| Période                                  | Période                         | Identité         | Étiquette | Qualité                               |
| ---------------------------------------- | ------------------------------- | ---------------- | --------- | ------------------------------------- |
| Les données manquantes sont à compléter. |                                 |                  |           |                                       |
| janvier 2002                             | 22 avril 2014                   | Guy Vocanson     | PS        | Maire d'Aurec-sur-Loire (1989 → 2008) |
| 22 avril 2014,                           | En cours (au 25 septembre 2020) | Frédéric Girodet | DVD       | Maire de Saint-Just-Malmont (2009 → ) |

### Régime fiscal et budget
Le régime fiscal de la communauté de communes est la fiscalité professionnelle unique (FPU).